# 니코마코스

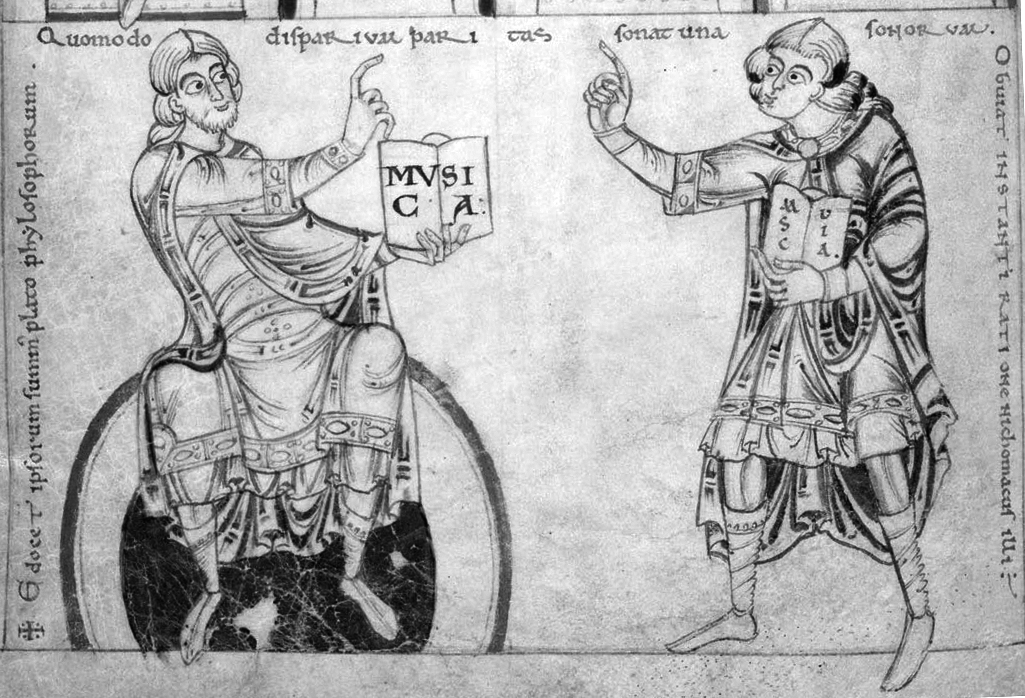
왼쪽이 플라토, 오른쪽이 니코마코스이다.

게라사의 니코마코스(Nicomachus of Gerasa, 그리스어: Νικόμαχος, c. 60 – c. 120 AD)는 고대 그리스 신피타고라스 철학자로, 로마 속주 시리아(지금은 요르단 제라시)의 게라사 출신이다. 수많은 피타고라스 학파와 마찬가지로 니코마코스는 고대 그리스 수학 및 로마 시대의 고대 그리스 음악에 대한 중요한 자료인 산술 소개 및 조화 매뉴얼로 가장 잘 알려진 숫자의 신비로운 속성에 대해 썼다. 니코마코스의 산술 작업은 이암블리코스 및 요하네스 필로노포스와 같은 철학자들이 이에 대한 주석을 작성하면서 후기 고대에 신플라톤 교육의 표준 문헌이 되었다. 니코마코스의 산수와 음악에 대한 보에티우스(Boethius)의 라틴어 의역은 중세 교육의 표준 교과서가 되었다.

## 같이 보기
- 니코마코스 윤리학